# The Sun (Sydney)
The Sun war eine australische Nachmittagszeitung im Tabloid-Format, die erstmals 1910 in Sydney unter diesem Namen veröffentlicht wurde.

## Geschichte
The Sunday Sun erschien erstmals am 5. April 1903.
1910 gründete Hugh Denison die Sun Newspaper Ltd (später Sun Newspapers Ltd) und übernahm die Veröffentlichung des alten und angeschlagenen Australian Star und dessen Schwesterzeitung Sunday Sun, wobei er Monty Grover zum Chefredakteur ernannte. Der Star wurde in The Sun umbenannt, und die Sunday Sun wurde am 11. Dezember 1910 zur The Sun: Sunday Edition. Laut der Aussage unter dem Zeitungskopf dieser Ausgabe hatte die Zeitung eine „Auflage, die größer ist als die jeder anderen Sonntagszeitung in Australien“.
Denison verkaufte das Unternehmen 1925. Im November 1929 wurde die Associated Newspapers Ltd durch die Fusion von Sun Newspapers Ltd und S. Bennett Ltd, den Herausgebern der Evening News, gegründet. Sun Newspapers Ltd und S. Bennett Ltd wurden von der Börse genommen und durch Associated Newspapers Ltd ersetzt.  Associated Newspapers Ltd übernahm dann Smithʼs Weekly und dessen Tochtergesellschaften, die Daily Guardian und die Sunday Guardian.
1953 wurde The Sun von Fairfax Holdings in Sydney von den Associated Newspapers übernommen, als Nachmittagszeitung neben dem Sydney Morning Herald. Gleichzeitig wurde die frühere Sonntagsausgabe, die Sunday Sun, eingestellt und mit dem Sunday Herald zur Boulevardzeitung The Sun-Herald fusioniert.
Die Veröffentlichung von The Sun wurde am 14. März 1988 eingestellt. Ein Teil ihres Inhalts sowie das Sponsoring des Sydneyer City to Surf-Laufs wurden in der The Sun-Herald fortgeführt.

## Digitalisierung
Einige Ausgaben der Zeitung wurden im Rahmen des Australian Newspapers Digitisation Program der National Library of Australia digitalisiert.